# NGC 1335
NGC 1335 is een elliptisch sterrenstelsel in het sterrenbeeld Perseus. Het hemelobject werd op 14 december 1881 ontdekt door de Franse astronoom Édouard Jean-Marie Stephan.

## Synoniemen
- PGC 13015
- UGC 2762
- MCG 7-8-19
- ZWG 541.18